# لودویک مینکوس
لودویک مینکوس (روسی: Людвиг Минкус؛ ۲۳ مارس ۱۸۲۶ – ۱۷ دسامبر ۱۹۱۷) آهنگساز، رهبر (موسیقی)، طراح رقص، و موسیقی‌دان یهودی اهل اتریش بود. از آثار مشهور او می‌توان به باله دن کیشوت (۱۸۶۹ میلادی) اشاره کرد.